# Vugava

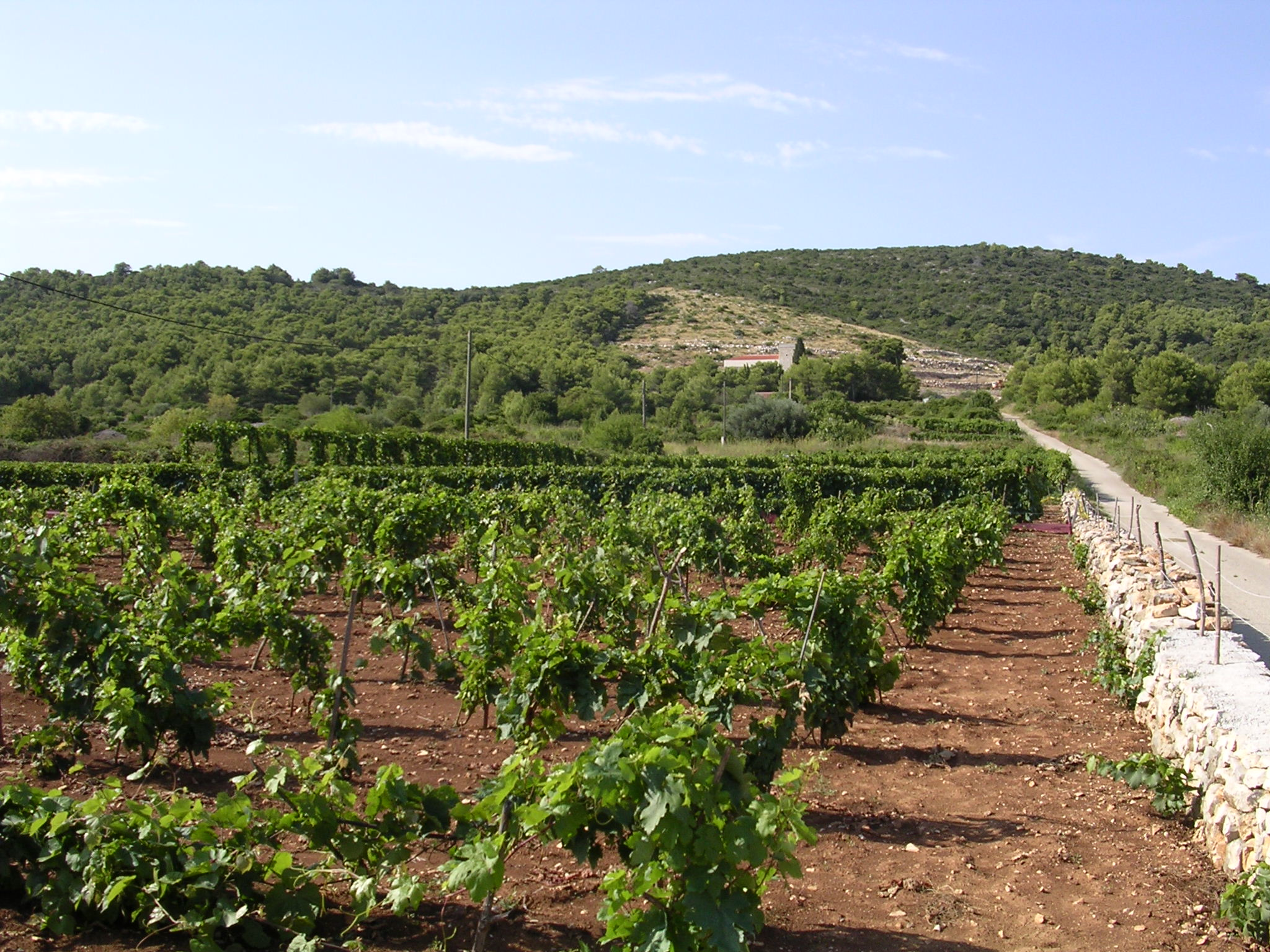
Weingärten auf Vis

Die Vugava ist eine weiße Rebsorte, die in Mittel- und Süddalmatien als Qualitätsrebe zugelassen ist, in größeren Mengen aber nur auf der Insel Vis kultiviert wird. Die Rebe, für die auch die Namen Bugava, Ugava, Viskulja und Vugava bijela gebräuchlich sind, wurde bis vor kurzem als nahe Verwandte des Viogniers betrachtet, doch gilt diese Ansicht durch den Vergleich der DNA-Profile der beiden Reben heute als widerlegt. Es handelt sich um eine sehr alte Rebsorte, die möglicherweise bereits vor etwa 2000 Jahren mit den Griechen in dieses Gebiet kam. Insgesamt ist aber die Herkunft dieser Rebe, wie auch die anderer lokaler Rebsorten dieser Region unbekannt.
Die Kultivierung dieser frühreifenden Sorte ist aufwändig, da die sehr dünnhäutigen Beeren sehr anfällig für Echten Mehltau und die Schwarzfleckenkrankheit sind. Gegenüber Botrytis sind sie etwas widerstandsfähiger.
Die Vugava wird meist als Süße- und Alkohollieferant mit anderen, stärker säurebetonten Sorten verschnitten; in weißen Prošeks sind vor allem die Moste dieser Trauben für den Zucker- und Alkoholgehalt verantwortlich. Sortenrein ausgebaut liefert sie sehr aromatische, alkoholstarke, aber säurearme Weine, die oft ein ausgeprägtes Aprikosenaroma kennzeichnet. Als Schoppenwein sind Vugava dominierte Weine häufig leicht oxidiert und können an einen trockenen Sherry vom Oloroso-Typ erinnern.

## Weblink
- Informationen zur Rebsorte, engl.